# Принсипи, Энтони
Энтони Джозеф Принсипи (англ. Anthony Joseph Principi; род. 16 апреля 1944, Нью-Йорк, Нью-Йорк) — американский государственный деятель, министр по делам ветеранов США (2001—2005).

## Биография
Энтони Принсипи родился 16 апреля 1944 года в Нью-Йорке. В 1967 году ре окончил Военно-морскую академию США. Принсипи участвовал в Войне во Вьетнаме и командовал подразделением речного патрулирования.
Позднее Принсипи получил степень доктора юриспруденции и в 1980 году он был переведён в Вашингтон в качестве юрисконсульта Военно-морского министерства.

## Карьера
В 1991 году Принсипи возглавлял Федеральный институт качества и являлся главой Комиссии по оказанию помощи военнослужащим и ветеранам, учрежденной в 1996 году.
Он был заместителем министра по делам ветеранов с 17 марта 1989 года по 26 сентября 1992 года, пока президент не назначил его исполняющим обязанности министра. Принсипи пробыл в этой должности до января 1993 года.
В 2001 году Принсипи стал министром по делам ветеранов в кабинете Джорджа Буша-младшего. Он проработал на этом посту по январь 2005 года.
В октябре 2015 года Энтони Принсипи избрали в совет директоров компании Imprimis Pharmaceuticals.